# Coenopoeus palmeri
Coenopoeus palmeri är en skalbaggsart som först beskrevs av Leconte 1873.  Coenopoeus palmeri ingår i släktet Coenopoeus och familjen långhorningar. Inga underarter finns listade i Catalogue of Life.